# Mothers Wish
|  | Denne artikel er oprettet af botten Steenthbot ud fra en ekstern database. Den kan derfor have sproglige fejl eller mangler. Denne skabelon kan fjernes efter kontrol af indholdet. |

Mothers Wish er en dansk dokumentarfilm fra 2015 instrueret af Joonas Berghäll.

## Handling
Ti historier om moderskab set og fortalt af kvinder fra forskellige dele af verden. Historierne rummer både øjeblikket lige efter en fødsel, stoltheden af at kunne tilbyde sine børn uddannelse, lyse øjeblikke i hverdagslivet, men også effekterne af tragiske hændelser såsom død, sygdom og mishandling. 